# Decinea lucifer
Decinea lucifer is een vlinder uit de familie van de dikkopjes (Hesperiidae). De wetenschappelijke naam van de soort is voor het eerst geldig gepubliceerd in 1831 door Jacob Hübner.